# Circuito combinatorio
Un circuito combinatorio (o anche rete combinatoria) è un circuito il cui funzionamento riguarda solo la relazione ingresso-uscita. Tale relazione è descritta da una funzione logica. 

## Caratteri generali
I circuiti combinatori in particolare sono quelli in cui gli ingressi e le uscite possono assumere solo due stati corrispondenti ai livelli alto o basso, e le uscite sono funzione unicamente degli ingressi. Per tale motivo sono anche chiamati circuiti senza memoria: le uscite in ogni istante sono funzione esclusivamente dei valori degli ingressi in quello stesso istante. Nei circuiti combinatori una funzione logica degli ingressi si realizza attraverso componenti capaci di assumere uno dei due stati di tensione: il livello alto e il livello basso, indicati rispettivamente con h e l. 
In un circuito combinatorio si può lavorare in logica positiva, cioè la convenzione secondo la quale il valore logico 1 viene associato al livello alto e di conseguenza il valore logico 0 viene associato al livello basso. In alternativa si può lavorare in logica negativa, secondo la convenzione che al valore logico 1 si associa al livello di tensione basso e di conseguenza il valore logico 0 si associa al livello di tensione alto. Le reti logiche combinatorie sono quelle reti in cui lo stato d'uscita viene a dipendere solo dallo stato degli ingressi propri presenti in quell'istante.

## Analisi e sintesi
Si pone il problema di ottimizzare i circuiti combinatori. I criteri di ottimizzazione possono essere diversi a seconda dei problemi: per esempio, ottimizzazione dei costi, della funzionalità o della velocità; nella maggior parte dei casi si cerca una via ponderata per tutte queste esigenze. In particolare il costo di un circuito logico è caratterizzato dal numero di porte logiche utilizzate e dalla profondità, cioè dalla lunghezza del percorso tra l'input e l'output, che tiene conto dei ritardi temporali e dal numero di ingressi.
In questo contesto la sintesi di un circuito combinatorio o rete combinatoria è l'individuazione, una volta assegnata la specifica funzionale del circuito, del sistema digitale e delle interconnessioni che realizzano tale specifica. Per analisi di un circuito combinatorio si intende l'individuazione delle relazioni causa-effetto tra i segnali di ingresso, cioè le variabili booleane in ingresso, e le uscite del circuito. Per svolgere questi compiti si utilizza l'algebra di Boole.
In generale una rete logica combinatoria viene progettata partendo da una descrizione funzionale della rete logica, cioè di quello che deve fare. A partire dall'algebra di Boole, si rappresenta la rete logica con una funzione logica, una tabella della verità o con una mappa di Karnaugh. Poi entra in gioco la riduzione della funzione in forma minima, per ottimizzare la rete logica e infine si passa alla realizzazione effettiva circuitale. 
In realtà, la progettazione è praticamente un problema di sintesi, ma nel quale, poi si deve verificare la correttezza del segnale, in quanto corrispondente alle specifiche.

## Circuito porta
Si chiama circuito porta il circuito elementare che possiede n ingressi ed un'unica uscita, il cui valore logico di uscita è 1 oppure 0 a seconda della descrizione logica degli operatori logici: AND, OR, NOT, NOR, NAND, e così via.
Per ogni tipo di circuiti si pone il problema dell'analisi, cioè della descrizione del funzionamento del circuito nota la sua configurazione, e della sintesi, cioè della progettazione del circuito che realizza una certa funzione logica.